# شری آن ماهان
شری آن ماهان (Cherrie Ann Mahan) (14 اوت ۱۹۷۶ - ناپدید شده ۲۲ فوریه ۱۹۸۵ - تاریخ فوت ۵ نوامبر ۱۹۹۸) یک دختر هشت ساله آمریکایی بود که در تاریخ ۲۲ فوریه ۱۹۸۵ پس از پیاده شدن از اتوبوس مدرسه، حدود پنجاه قدم دورتر از در ورودی خانه‌اش در شهرستان وینفلید، باتلر، پنسیلوانیا ناپدید شد. او در نوامبر ۱۹۹۸ به‌طور قانونی فوت شده اعلام شد. باور بر این است که ربوده شدن ماهان توسط یکی از اعضای خانواده‌اش انجام نگرفته است.
ناپدید شدن ماهان یکی از مشهورترین پرونده‌های حل نشده در ایالات متحدهٔ آمریکا است. مرکز ملی کودکان مفقود و مورد سوء استفاده قرار گرفته، ماهان را به عنوان اولین کودک مفقود شده‌ای که تصویر وی بر روی کارت‌پستالهای توزیع شده در سطح کشور معرفی می‌کند و عنوانی با این مضمون که «آیا او را دیده‌اید؟» بر روی آن قرار داشت. تلاش‌ها برای پیدا کردن ماهان، چه زنده و چه مرده، همچنان ادامه دارد.

## دربارهٔ زندگی او
شری آن ماهان در تاریخ ۱۴ اوت ۱۹۷۶ در ساکسون‌برگ پنسیلوانیا به دنیا آمد. مادرش، جانیس ماهان، در زمان تولد او تنها ۱۶ سال داشت و بعدها گفت که این موضوع نتیجهٔ تجاوزی بوده که در سن ۱۵ سالگی برایش اتفاق افتاده است. با این حال، جانیس به شدت به دخترش عشق می‌ورزید و شری به عنوان یک کودک دوست‌مدار و پرانرژی بزرگ شد. مادرش بعدها گفت: «ما همیشه با هم بودیم؛ ما با هم بزرگ شدیم. او زندگی من بود». جانیس بعداً با یک کهنه سرباز ویتنام به نام لروی مک‌کینی ازدواج کرد که با کمال میل، شری را به عنوان دخترخوانده‌اش پذیرفت.
در اواخر سال ۱۹۸۴، خانواده مک‌کینی به خیابان کورن پلنتر (Cornplanter) در شهرستان باتلر نقل مکان کردند. شری در مدرسه ابتدایی وینفیلد تحصیل می‌کرد و به عنوان یک کودک باهوش، محبوب و شاد شناخته می‌شد.
در روز جمعه ۲۲ فوریه ۱۹۸۵، شری بسیار هیجان‌زده بود؛ زیرا مادرش قصد داشت بعد از مدرسه او را به یک قرار بازی ببرد. شری مادرش را تا ایستگاه اتوبوس همراهی کرد که حدود پنجاه قدم از Uphill driveway خانه‌شان فاصله داشت. وقتی اتوبوس مدرسه رسید، آن‌ها به یکدیگر گفتند که همدیگر را دوست دارند و شری سوار اتوبوس شد.

### ناپدید شدن شری ماهان
شری ماهان آخرین بار در تاریخ ۲۲ فوریه ۱۹۸۵، در حالی که از اتوبوس مدرسه‌اش خارج می‌شد، دیده شد. او به همراه سه تن از دوستانش در حدود ساعت ۱۶:۱۰ بعد از ظهر از اتوبوس پیاده شدند و دوستانش به خودروی مادر یکی از دختران به نام دبی برک (Debbie Burk) که اتوبوس را دنبال کرده بود، سوار شدند. سپس دیده شد که شری از کنار یک ون سبز-آبی که نزدیک ایستگاه اتوبوس توقف کرده بود، عبور کرده و به سمت خانه‌اش در Uphillحرکت کرد. این ون بعدها به عنوان یک مدل دوج از دهه ۱۹۷۰ توصیف شد که دارای یک نقاشی خاص از یک اسکی‌باز در حال عبور از کوه برفی بود.
پدرخوانده‌اش، لروی مک‌کینی، صدای توقف اتوبوس مدرسه را نزدیک خانه‌شان شنید. او بعداً به یاد آورد که قصد داشت تا به سمت پایین Uphill برود و دخترخوانده‌اش را ملاقات کند؛ اما همسرش گفت: «امروز شرایط مطلوب است، بگذار خودش بیاید». وقتی ۱۰ دقیقه گذشت و شری به خانه نرسید، مادر و پدرخوانده‌اش نگران شدند. والدین در هنگام جستجو در اطراف خانه نتوانستند درپای او را روی برف بیابند، هرچند که یک مجموعه رد لاستیکها در خاک driveway در فاصله کمی از خانه‌شان کشف شد.

## تحقیقات و بررسی‌ها
پلیس بلافاصله جستجو را برای پیدا کردن شری ماهان آغاز کرد. منطقه اطراف خانه‌اش به‌طور گسترده‌ای با کمک سگها و هلیکوپترها مورد بررسی قرار گرفت و محققان به خانه‌های اطراف مراجعه کردند. جستجوی دقیقی در شهرستان باتلر انجام شد که با کمک حدود ۲۵۰ داوطلب محلی تقویت شد؛ هرچند که این جستجوها نتوانست کودک را پیدا کند. جامعه محلی برای بازگشت شری مبلغ ۳۹٬۰۰۰ دلار به عنوان پاداش جمع‌آوری کرد و یک کسب‌وکار محلی نیز ۱۰٬۰۰۰ دلار دیگر برای اطلاعاتی که منجر به پیدا شدن شری شود، وعده داد.
کارآگاهان به سرعت هرگونه احتمال اینکه ماهان به خاطر باج‌خواهی ربوده شده باشد را رد کردند و به این نتیجه رسیدند که احتمالاً کودک با رباینده یا ربایندگان خود آشنا بوده است. هرچند که تمام اعضای خانواده به سرعت از فهرست مظنونان حذف شدند.

### خودروی مشکوک در صحنه واقعه
درخواست‌ها دربارهٔ مشاهده ون سبز-آبی دوج، شاهدانی را به دنبال داشت که به محققان اطلاع دادند که وسیله نقلیه‌ای با این توصیف را در نیو کنسینگتون دیده‌اند که در جهت کوه Pleasant حرکت می‌کرد. برخی دیگر از شاهدان بیان کردند که یک خودروی آبی، این ون را دنبال می‌کرد و اینکه ون یک یا دو هفته پس از ناپدید شدن ماهان، به رنگ سیاه درآمد.
زمانی که هیچ سرنخ قابل توجهی به وقوع نپیوست و کودک به مدت سه ماه ناپدید بود، یک شرکت ملی پست عکس ماهان را روی کارت‌های پستی چاپ کرد و همراه با این سؤال که «آیا او را دیده‌اید؟» این کارت‌ها را به هزاران خانوار در سرتاسر ایالات متحده ارسال کرد.

## تحقیقات در حال انجام
دهه‌ها پس از ناپدید شدن ماهان، محققان سرنخ مربوط به مکان کودک و هویت رباینده یا ربایندگان او را پیگیری کردند. بیشتر این سرنخ‌ها مربوط به مشاهده‌های احتمالی ماهان با دو وسیله نقلیه‌ای است که در نزدیکی ربوده شدن او دیده شده‌اند، اگرچه این کودک هنوز پیدا نشده و هیچ‌یک از وسایل نقلیه نیز هرگز شناسایی نشدند. بدون وجود هرگونه مدرک قاطع، محققان احتمال زنده بودن ماهان را رد نکرده‌اند.
پلیس ایالت پنسیلوانیا همچنان نکات و بروزرسانی‌هایی دربارهٔ ناپدید شدن ماهان دریافت می‌کند. در سال ۲۰۰۰، یک تصویر تولید شده توسط کامپیوتر در سن ۲۳ سالگی را تهیه کرد که ممکن است ظاهرش چگونه باشد به هزاران خانوار در سرتاسر آمریکا ارسال شد. که البته نتیجه‌ای دربر نداشت.
در ژانویه ۲۰۱۱ پلیس پنسیلوانیا یک سرنخ جدید دریافت کرد که آن را «پتانسیل حیاتی برای تحقیقات آینده» معرفی کردند.
یک سرنخ دیگر که محققان آن را پیگیری کردند، به سال ۲۰۱۴ بر می‌گردد، زمانی که محققان سرنخی را دنبال کردند که ماهان زنده است و تحت نام مستعار در میشیگان زندگی می‌کند. فرد نام برده شده در این نامه زنی بود که به عنوان کودک به فرزندی پذیرفته شده بود و از ریشه‌های دقیق خود مطمئن نبود، اگرچه آزمایش DNA بعداً تأیید کرد که این زن ماهان نیست.
یکی از جدیدترین سرنخ‌هایی که محققان پیگیری کردند به سال ۲۰۱۸ بر می‌گردد، زمانی که مک‌کینی نامه‌ای دست‌نویس و ناشناس دریافت کرد که به تفصیل توضیح می‌داد چه کسی دخترش را کشته است، چرا این کار را انجام داده و جایی که بقایای او دفن شده است. نویسنده این نامه این مکاتبه را با این جمله به پایان رساند: «دعای من این است که پس از یافتن بدن او، کمی آرامش پیدا کنید».

## اعلامیه قانونی
اگرچه قوانین موجود تعیین کرده بودند که شری ماهان می‌توانست هفت سال پس از ناپدید شدنش به‌طور قانونی مرده اعلام شود، مادر ماهان تنها در سال ۱۹۹۸ درخواست کرد تا دخترش به‌طور قانونی متوفی اعلام شود. یک قاضی شهرستان باتلر در نوامبر همان سال درخواست جانیس مک‌کینی را تأیید کرد. سه ماه قبل، او مبلغ ۵۰٬۰۰۰ دلار جایزه برای اطلاعاتی که منجر به بازگشت ایمن دخترش شود را به مرکز ملی کودکان گمشده و مورد سوء استفاده قرار گرفته اهدا کرده بود.
پس از پایان این مراحل قانونی، جانیس مک‌کینی به رسانه‌ها گفت: «وقتی مردم می‌میرند، شما یک بدن دارید. شما [به] صورتشان بوسه می‌زنید، آنها را در زمین دفن می‌کنید و خداحافظی می‌کنید … این چیزی است که من هرگز نداشتم. این تمام نشده است. ما همیشه به دنبال شری خواهیم بود. اگر هیچ چیز دیگری نباشد، او همیشه در قلبهای ما [زنده] خواهد بود».

## تئوری مادر شری ماهان
مادر ماهان، جانیس مک‌کینی، بر این باور است که ناپدید شدن دخترش هنوز قابل حل است. در سال ۲۰۲۰ مک‌کینی اعتقاد خود را بیان کرد که اگرچه او معتقد نیست پدر بیولوژیکی شری در ربایش او دخالت داشته، اما معتقد است افرادی که او را می‌شناسند در این کار دخیل بوده‌اند. مادر ماهان گفته است که قبل از ناپدید شدن دخترش، هیچ‌کس به ادعاهای او مبنی بر اینکه دخترش از طریق تجاوز به دنیا آمده است، باور نکرده بود و افزود که هر روز او در پایین جاده برای استقبال از دخترش وقتی اتوبوس مدرسه می‌رسید، ایستاده بود و ۲۲ فوریه ۱۹۸۵ اولین روزی بود که او این کار را نکرد.

## پیامدها
در سال ۲۰۱۹، مادر ماهان دربارهٔ آشفتگی مداوم خود به خاطر عدم اطلاع از سرنوشت دخترش صحبت کرد. تأکید بر این که یک مدرک ناشناس از سوی عموم می‌تواند بالاخره به او و خانواده‌اش آرامش دهد، مک‌کینی به رسانه‌ها گفت: «فقط آرزو می‌کنم کسی جلو بیاید و به من بگوید چه اتفاقی افتاده است. تنها چیزی که همیشه دعا می‌کنم فقط دانستن [حقیقت] است».
خانواده و دوستان شری ماهان هر سال یک شام یادبود در یک رستوران در ایست باتلر در روز ناپدید شدن او برگزار می‌کنند. در این رویداد، داستان‌ها و خاطرات شری به اشتراک گذاشته می‌شود. چهار نفر از شرکت‌کنندگان این برنامه سالانه دوستان نزدیک ماهان هستند که هر کدام به‌طور عمومی بیان کرده‌اند ناپدید شدن دوستشان تأثیر عمیقی بر زندگی‌شان گذاشته و اینکه مادر شدن خودشان همدردی بیشتری با احساس فقدان جانیس مک‌کینی ایجاد کرده است.